# 糸井渓谷
糸井渓谷（いといけいこく）は兵庫県朝来市北西部、兵庫県と京都府の県境の床尾山（標高843メートル）を源とする糸井川上流にある渓谷。出石糸井県立自然公園に属する。
「床尾の三滝」「不動の滝」などの滝群や「甌穴」が見られ、初夏の新緑と秋の紅葉の名所として知られている。
床尾山の麓、渓谷の最も上流にある樹齢2000年のカツラ「糸井の大カツラ」までハイキングコースが整備されている。

## 糸井の大カツラ
西床ノ尾山山麓の糸井渓谷最奥にある樹齢2000年、樹高35メートルの巨木で、朽ちて空洞となった主幹の周囲を約80本の孫生え（ひこばえ）が覆う。
衣木（ころもぎ）とも呼ばれ、神木として奉られている。 
- 孫生え全周 - 19.2メートル
- 主幹（空洞）内周 - 12.5メートル
- 樹高 - 35メートル
- 樹齢 - 約2000年
- 枝張り - 東西40メートル・南北33メートル
- 文化財指定 - 国の天然記念物

## 所在地
〒669-5237 兵庫県朝来市和田山町竹ノ内

## アクセス
JR山陰本線 和田山駅から全但バス「竹ノ内」下車 徒歩30分